# 1932년 11월 독일 국가의회 선거
1932년 11월 독일 총선은 7월 총선에서 승리한 나치당이 타 정당들의 거부로 내각을 수립하지 못하자 다시 치러진 총선이다.

## 선거 결과
| 정당                               | 득표수     | 득표율 | 의석수 |
| ---------------------------------- | ---------- | ------ | ------ |
| 민족사회주의독일노동자당(나치)     | 11,737,021 | 33.09% | 196    |
| 사회민주당                         | 7,247,901  | 20.43% | 121    |
| 독일 공산당                        | 5,980,239  | 16.86% | 100    |
| 중앙당                             | 4,230,545  | 11.93% | 70     |
| 독일국민당                         | 2,959,053  | 8.34%  | 51     |
| 바이에른 인민당                    | 1,094,597  | 3.09%  | 20     |
| 독일인민당                         | 660,889    | 1.86%  | 11     |
| 독일사회인민서비스                 | 403,666    | 1.14%  | 5      |
| 독일국가당                         | 336,447    | 0.95%  | 2      |
| 독일농민당                         | 149,026    | 0.42%  | 3      |
| 독일중산층제국당                   | 110,309    | 0.31%  | 1      |
| 뷔르텐베르그농민과 와인제작자 연대 | 105,220    | 0.3%   | 2      |
| 독일-하노버당                      | 63,966     | 0.18%  | 1      |
| 튀링겐 농민연대                    | 60,0621    | 0.17%  | 1      |
| 합계                               | 35,758,259 |        |        |

결국 이듬해 파울 폰 힌덴부르크 대통령은 아돌프 히틀러 나치당 당수를 수상에 임명한다.